# Waldkirch (Svizzera)
Waldkirch (, toponimo tedesco) è un comune svizzero di 3 544 abitanti del Canton San Gallo, nel distretto di San Gallo.

## Storia
Il comune politico di Waldkirch è stato istituito nel 1803.

## Monumenti e luoghi d'interesse
- Chiesa parrocchiale cattolica di San Biagio, eretta nel IX secolo, ricostruita nel 1720-1722 e rinnovata internamente nel 1783[3];
- Chiesa parrocchiale cattolica di San Giovanni Battista a Bernhardzell, eretta nel 1776-1778 da Johann Ferdinand Beer, con dipinti di Franz Ludwig Herrmann sul soffitto e stucchi rococò di Peter Anton Moosbrugger[4]

## Società

### Evoluzione demografica
L'evoluzione demografica è riportata nella seguente tabella:
Abitanti censiti

## Geografia antropica
Waldkirch è compreso nell'area metropolitana di San Gallo.

### Frazioni
Le frazioni di Waldkirch  sono:
- Bernhardzell[4]
- Bleichenbach
- Edlischwil
- Hofirst
- Ronwil
- Schöntal
- Sorntal